# Tourist History
Tourist History es el álbum debut de la banda norirlandesa de indie rock, Two Door Cinema Club. El LP consta de 10 temas, y fue lanzado el 26 de febrero de 2010 en el Reino Unido y en Irlanda por Kitsuné Music, y el 27 de abril de 2010 en los Estados Unidos por Glassnote Records.

## Antecedentes
En 2009 la banda firma contrato con la discográfica francesa 'Kitsuné Music' tras la cual dan a conocer su primer sencillo Something Good Can Work que de inmediato atrajo la atención de la crítica por su sonido tan característico, de manera que en marzo de 2010 la banda lanzó 'Tourist History' ya era esperado por la gente que quedó hipnotizada con el gran ritmo de la banda.

## Álbum
El LP consta de 10 canciones las cuales fueron escritas por Alex Trimble. Entre los temas destacan Undercover Martyn, Something good can work, What you know y I can talk que fue incluida en el videojuego FIFA 11. Es un álbum muy completo que desde el inicio con la canción Cigarettes in the theatre, nos plantea guitarra rítmica y un sonido que resulta envolvente y sencillo.
En cuanto a la idea de categorizar la música de este trío, presentan una base musical que es sencillamente pop, pero un pop muy bien armado, que le coquetea al rock y por momentos al electrónico y al indie, muy respaldado en la velocidad y la intención de su guitarra líder y la voz melosa de Alex Trimble, elementos a los cuales se le suman sonidos constantes en el sintetizador y una base rítmica que van generando buenos matices a lo largo de todo el álbum, el cual se mantiene estable en todo momento, que no baja en su intensidad y que incluso repunta al final, con la canción You´re not Stubborn.

## Lista de canciones
| N.º | Título                           | Duración |  |
| 1.  | «Cigarettes in the Theatre»      | 3:33     |  |
| 2.  | «Come Back Home»                 | 3:22     |  |
| 3.  | «Do You Want It All?»            | 3:28     |  |
| 4.  | «This Is the Life»               | 3:29     |  |
| 5.  | «Something Good Can Work»        | 2:42     |  |
| 6.  | «I Can Talk»                     | 2:55     |  |
| 7.  | «Undercover Martyn»              | 2:46     |  |
| 8.  | «What You Know»                  | 3:09     |  |
| 9.  | «Eat That Up, It's Good for You» | 3:43     |  |
| 10. | «You're Not Stubborn»            | 3:10     |  |

| Bonus tracks en edición japonesa |                 |          |  |
| N.º                              | Título          | Duración |  |
| 11.                              | «Kids»          | 3:04     |  |
| 12.                              | «Costume Party» | 3:27     |  |

| Edición especial (Disco 2) |                                                  |          |  |
| N.º                        | Título                                           | Duración |  |
| 1.                         | «Kids»                                           | 3:04     |  |
| 2.                         | «Undercover Martyn (Whatever/Whatever Remix)»    | 8:27     |  |
| 3.                         | «I Can Talk (French Horn Rebellion Remix)»       | 4:22     |  |
| 4.                         | «Come Back Home (Is Tropical Chilla Black Edit)» | 4:21     |  |
| 5.                         | «Undercover Martyn (Jupiter Remix)»              | 3:43     |  |
| 6.                         | «I Can Talk (Moulinex Remix)»                    | 5:02     |  |
| 7.                         | «What You Know (Cassian Remix)»                  | 4:54     |  |
| 8.                         | «Come Back Home (Myd Remix)»                     | 5:06     |  |
| 9.                         | «Something Good Can Work (Ted & Francis Remix)»  | 3:24     |  |
| 10.                        | «Undercover Martyn (Softwar Remix)»              | 6:38     |  |
| 11.                        | «Something Good Can Work (The Twelves Remix)»    | 4:09     |  |

## Créditos
- Alex Trimble - voz principal, guitarra eléctrica, sintetizadores, beats.
- Kevin Baird - bajo, voz.
- Sam Halliday - guitarra eléctrica, voz.
- Eliot James - productor, mezclador (pistas 1, 2, 3, 8, 9, 10)
- Philippe Zdar - mezclador (pistas 4, 5, 6, 7)
- Johny Welton - batería
- Mike Marsh - ingeniero de sonido
- Mike Kezner - redoblante (pista 8), sitar, coros
- Heather McCormick & Anthea Humphreys - coros (pistas 3, 5)
- Ben Dawson - trompeta (pista 1)
- Chris May - moonsaults, egg-cracking